# 피아 데게르마르크
피아 데게르마르크(Pia Charlotte Degermark, 1949년 8월 24일 ~ )는 스웨덴의 배우이다.

## 출연 작품
- 거울 나라의 전쟁 (1970)
- 비설 (1969)
- 엘비라 마디간 (1967)